# 天晴Hinata
天晴日向（日语：／ Apparehinata）是一位日本的個人勢虛擬YouTuber，於2025年4月22日開始活動。

## 人物概述
天晴日向是 WeatherPlanet 的成員，角色設定為一名來自偏遠小鎮的鄉下女孩。
天晴日向的角色設計者為 DSマイル ，Live2D設計為 Jujube。對粉絲的稱呼為「日向たぼっこ」。

## 活動歷史
2025年04月23日天晴日向在X上開始活動。同年4月27日在Youtube進行初次直播，同接人數達12萬，訂閱人數12萬。

## 音樂作品

### 参加作品
|      | 發布日期       | 樂曲名稱 | 數位媒體規格產品編號 | 其他參與成員 | 備註        |
| ---- | -------------- | -------- | -------------------- | ------------ | ----------- |
| 單曲 |                |          |                      |              |             |
| 1    | 2024年12月22日 |          |                      | 雨海露卡     | [ 2 ] [ 6 ] |

## 外部連結
- YouTube上的天晴Hinata頻道
- 天晴Hinata的X（前Twitter）
- WeatherPlanet 的X（前Twitter）帳戶